# Europejski nakaz nadzoru
Europejski nakaz nadzoru – dokument prawny przyjęty przez Unię Europejską, który ma ograniczyć stosowanie tymczasowego aresztowania na rzecz innych, łagodniejszych środków, takich jak dozór albo kaucja. Wymiary sprawiedliwości państw Unii Europejskiej będą nawzajem uznawać i wykonywać orzeczone tzw. środki zapobiegawcze stosowane wobec podejrzanych i oskarżonych w postępowaniu karnym w innym kraju członkowskim.